# Garhiofilatum

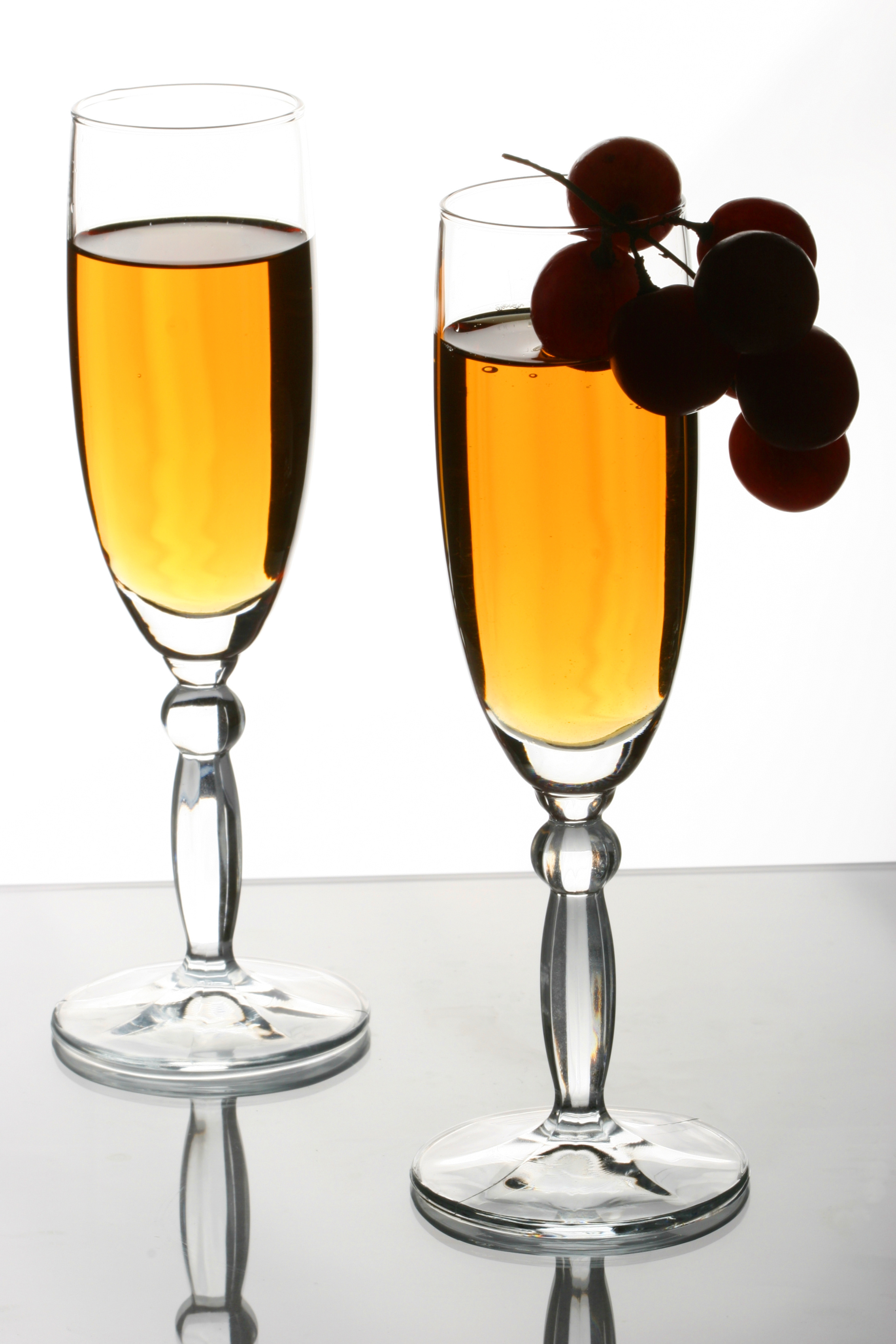
Grans de raïm i copes de garhiofilatum.

El Garhiofilatum és un vi blanc dolç de qualitat, envellit amb més de deu espècies precioses i plantes naturals. És un vi medieval, també anomenat vi ancestral.

## Origen
Els registres escrits mostren que la recepta d’aquest vi es remunta a l’any 1249. La seva fabricació es va fer a la regió de Montpeller, ja que el port de Lattes rebia espècies d’Orient. La seva fama va ser tal que se li subministrava a Enric III d'Anglaterra per a la seva taula Hi ha un document relacionat amb un encàrrec d'aquest rei que ens proporciona la primera menció i recepta d'aquest vi. El nom "garhiofilatum" és una paraula en llatí medieval que vol dir "clavell", l'espècia reina dels vins especiats medievals; no obstant això, el sabor d'aquesta espècia és molt subtil.

## Context

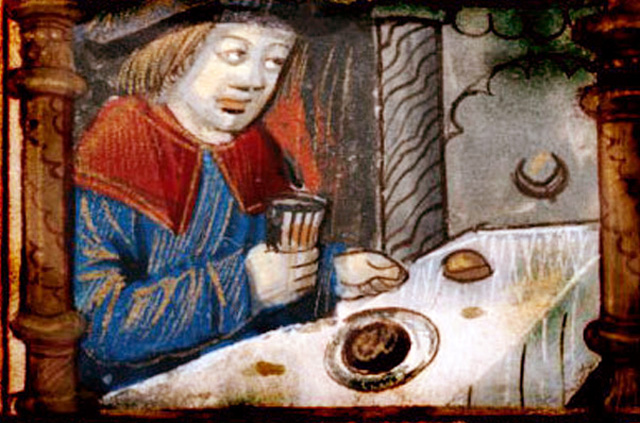
Bevent Garhiofilatum.

A partir del segle XII, Montpeller reunia totes les condicions necessàries per ser una ciutat reconeguda en el maridatge de vins i plantes i espècies rares, incloent-hi el safrà. Els vins de les regions de Llenguadoc eren en aquella època els més coneguts. Junt amb els de la Borgonya, eren coneguts a tot Europa, i Montpeller era la principal plataforma de distribució d'espècies a França, com a principal port del regne. El Garhiofilatum és l'expressió d'aquest saber fer que ja s'exportava més enllà de les fronteres.
L’ús de les espècies s'explicava un refinat art de viure. Aquestes espècies provenien del Pròxim Orient, de l'Extrem Orient o d'Àfrica. Les espècies eren molt cares, només les taules més poderoses, reials, principesques o papals, podien gaudir de vins criats amb plantes i espècies d'aquesta qualitat; és per això que el Garhiofilatum sempre apareix a les fonts durant cerimònies molt importants. Tanmateix, cal destacar que a l'edat mitjana en general els vins especiats com l'hypocras eren extremadament apreciats i consumits; tot i que, les espècies utilitzades eren més comunes i més barates.
A part de permetre apreciar els sabors subtils, beure un vi d’aquesta qualitat era una manera de destacar socialment. Pel que fa als viticultors, també feien servir espècies i plantes com a conservant natural: això els va permetre exportar aquests vins en èpoques en què el transport era llarg i car. Aquests vins van rivalitzar i van superar les altres anyades de grans vins, de totes les regions combinades.

## Tècnica

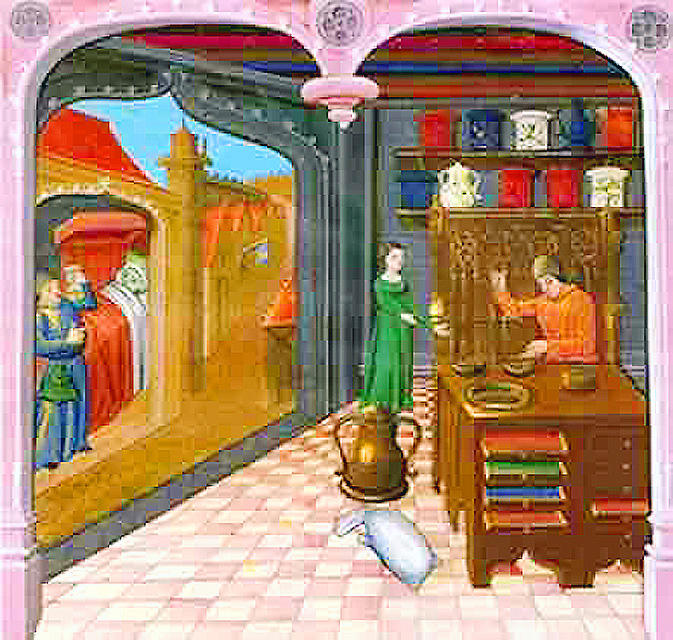
Pacient bevent garhiofilatum mentre la seva dona compra espècies

El Garhiofilatum prové d’una maceració de vi, espècies i plantes rares. Està classificat en la categoria de vins ancestrals. És una reconeguda tècnica vitivinícola que dibuixa les seves cartes de noblesa fa més de set segles a França. Exigeix molta més atenció per produir-lo ja que és un vi clàssic. La maceració de plantes i espècies al vi dura diversos mesos abans de qualsevol embotellament.
Conté més de deu de les espècies més preuades. Per exemple el "clavell". L’ús de plantes i espècies es realitza durant diverses fases de la criança del vi. Cada planta té un impacte diferent. Segons l'origen, el temps o la quantitat, revelen característiques variables. En la dosi adequada, actuen en simbiosi amb la base del vi. Així, l’ús de plantes permet, en particular, conservar el vi d’una manera natural.
De la mateixa manera, la base del vi és molt particular perquè prové d’una varietat de raïm anterior al segle XV. És un vi naturalment dolç. Aquest vi es verema a mà perquè és molt delicat. Tanmateix, no hi ha addició de sucre, colorants ni aromatitzants.

## Redescobriment
Recentment a Montpeller es va redescobrir la recepta i la tècnica d'aquest vi que havia caigut en l'oblit durant més de set segles. Amb l'antiga experiència vitivinícola de la regió de Montpeller, es va arribar a l'essència de la recepta original del garhiofilatum.

## Recepta ràpida
A casa es pot preparar una beguda amb un gust molt similar, però diferent a causa d’una maceració més ràpida. Com tots els vins i aperitius de la casa, cadascun té la seva variació, de manera que una recepta pot ser la següent: 
- Escalfar 150 cl de vi blanc amb l'addició de 100 g de mel.
- Mentre la barreja estigui calenta, preparar en gasa o mussolina 50 fulles de gingebre, 20 de canyella, 8 beines de cardamom, 10 de "clavell" i 20 d’arrels de valeriana. Aquestes herbes i espècies s'han de moldre o triturar de manera grossa, però evitant les pólvores, especialment per al gingebre o la canyella, ja que això pot provocar un sabor molt fort i un filtratge ineficient.
- Desnatar, si escau, la barreja tèbia i afegir el paquet d'espècies. Deixar macerar durant almenys quatre hores.
- Un cop realitzada la maceració i, si cal, qualsevol filtratge, embotellar la beguda

Preparada i embotellada adequadament, la beguda es pot conservar uns quants anys. Cal anar amb compte,, però, la conservació dependrà de la neteja de l'ampolla (el millor és esterilitzar-la en aigua bullent abans de deixar-la escórrer sobre un drap net), de l'atenció que es presta a la preparació de la beguda: els millors ingredients es mantenen òbviament més temps que els de pitjor qualitat - i sobretot la qualitat del filtratge - el gingebre i la canyella en particular, si estan mal filtrats, continuen desenvolupant les seves aromes i poden fer que la beguda sigui massa forta.

## Degustació
El garhiofilatum és dolç. Combina fàcilment amb aperitius, postres o plats delicats. Va molt bé amb el foie gras.